# الفورد وسکس
الفورد (به انگلیسی باستان: Ælfweard) (زادهٔ ۹۰۴ — درگذشتهٔ ۲ اوت ۹۲۴) دومین پسر ادوارد، شاه انگلستان و بزرگ‌ترین فرزند او از همسر دومش الفلد و احتمالاً شاه وسکس بود.

## پادشاهی و مرگ
در مورد فرمانروایی الفورد اختلاف نظر وجود دارد. در وقایع‌نگاری آنگلوساکسونی آمده‌است که او ۱۶ روز پس از مرگ پدرش (۱۷ ژوئیه ۹۲۴) درگذشت و همراه با او در کلیسای جامع وینچستر به‌خاک سپرده شد. در این سالنامه هیچ اشاره‌ای به فرمانروایی او نشده اما در فهرست پادشاهان آنگلوساکسونی که در سدهٔ دوازدهم به‌چاپ رسید از او با عنوان جانشین ادوارد پدر با دوران حکومتی ۴ هفته‌ای یاد شده‌است. همچنین منبعی سدهٔ یازدهمی به نام New Minster Liber Vitae که خود مبتنی بر منابعی قدیمی‌تر است از او با عنوان پادشاه یاد می‌کند. از سوی دیگر ویلیام مالمزبری بر اساس شعری، چنین عنوان داشت که پس از مرگ ادوارد و با توجه به وصیتنامهٔ شاه آلفرد، اتلستن، بزرگ‌ترین پسر ادوارد از همسر اولش اکگوئین بر تخت نشست.
این اختلاف دیدگاه‌ها در این باره سبب شده تا تاریخ‌نگاران شق‌های گوناگونی را عنوان نمایند. برخی معتقد هستند که الفورد پیش از برادر ناتنیش اتلستن جانشین پدر شده و گروهی دیگر معتقدند که اتلستن تنها جانشین ادوارد بوده‌است. از سوی دیگر این احتمال نیز وجود دارد که حکومت بین آن دو تقسیم شده باشد زیرا در آن بخش از وقایع‌نگاری آنگلوساکسونی که به قلم مرسیایی‌ها به ثبت رسیده‌است چنین گزارش شده که اتلستن به پادشاهی مرسیا رسید و ویلیام مامزبری نیز می‌گوید که اتلستن در دربار مرسیا و زیر نظر عمه‌اش اتلفلد آموزش دید. با در نظر گرفتن این نظریه می‌توان چنین استنباط نمود که پس از مرگ ادوارد در ۹۲۴، الفورد در وسکس و اتلستن در مرسیا به پادشاهی رسیدند و فرمانروایی وسکس نیز پس از مرگ زودهنگام الفورد به اتلستن رسید.
الفورد احتمالاً هیچ‌گاه تاجگذاری نکرد و در ۲ اوت ۹۲۴ در آکسفورد درگذشت.